# Eleições parlamentares europeias de 1987 no distrito de Setúbal
| Eleições parlamentares europeias de 1987 Distritos: Aveiro \| Beja \| Braga \| Bragança \| Castelo Branco \| Coimbra \| Évora \| Faro \| Guarda \| Leiria \| Lisboa \| Portalegre \| Porto \| Santarém \| Setúbal \| Viana do Castelo \| Vila Real \| Viseu \| Açores \| Madeira \| Estrangeiro |

## Resultados por concelho
Os resultados nos concelhos do Distrito de Setúbal foram os seguintes:

### Alcácer do Sal
| Partido                 | Partido                           | Votos  | %               |
| ----------------------- | --------------------------------- | ------ | --------------- |
|                         | Coligação Democrática Unitária    | 4 081  | 41,96 / 100,00  |
|                         | Partido Social Democrata          | 1 692  | 17,40 / 100,00  |
|                         | Partido Socialista                | 1 661  | 17,08 / 100,00  |
|                         | Partido Renovador Democrático     | 837    | 8,61 / 100,00   |
|                         | Centro Democrático Social         | 522    | 5,37 / 100,00   |
|                         | União Democrática Popular         | 186    | 1,91 / 100,00   |
|                         | Partido Socialista Revolucionário | 113    | 1,16 / 100,00   |
|                         | Partido Popular Monárquico        | 98     | 1,01 / 100,00   |
|                         | Outros (com menos de 1,00%)       | 211    | 2,17 / 100,00   |
| Votos Inválidos         | Votos Inválidos                   | 324    | 3,33 / 100,00   |
| Total                   | Total                             | 9 725  | 100,00 / 100,00 |
| Eleitorado/Participação | Eleitorado/Participação           | 13 192 | 73,72 / 100,00  |

### Alcochete
| Partido                 | Partido                        | Votos | %               |
| ----------------------- | ------------------------------ | ----- | --------------- |
|                         | Coligação Democrática Unitária | 2 097 | 32,62 / 100,00  |
|                         | Partido Social Democrata       | 1 366 | 21,25 / 100,00  |
|                         | Partido Socialista             | 1 337 | 20,80 / 100,00  |
|                         | Partido Renovador Democrático  | 603   | 9,38 / 100,00   |
|                         | Centro Democrático Social      | 456   | 7,09 / 100,00   |
|                         | União Democrática Popular      | 149   | 2,32 / 100,00   |
|                         | Partido Popular Monárquico     | 140   | 2,18 / 100,00   |
|                         | Outros (com menos de 1,00%)    | 152   | 2,37 / 100,00   |
| Votos Inválidos         | Votos Inválidos                | 129   | 2,01 / 100,00   |
| Total                   | Total                          | 6 429 | 100,00 / 100,00 |
| Eleitorado/Participação | Eleitorado/Participação        | 8 634 | 74,46 / 100,00  |

### Almada
| Partido                 | Partido                        | Votos   | %               |
| ----------------------- | ------------------------------ | ------- | --------------- |
|                         | Coligação Democrática Unitária | 24 540  | 27,63 / 100,00  |
|                         | Partido Social Democrata       | 21 630  | 24,35 / 100,00  |
|                         | Partido Socialista             | 17 888  | 20,14 / 100,00  |
|                         | Centro Democrático Social      | 9 536   | 10,74 / 100,00  |
|                         | Partido Renovador Democrático  | 6 608   | 7,44 / 100,00   |
|                         | Partido Popular Monárquico     | 3 093   | 3,48 / 100,00   |
|                         | União Democrática Popular      | 1 640   | 1,85 / 100,00   |
|                         | Outros (com menos de 1,00%)    | 2 254   | 2,54 / 100,00   |
| Votos Inválidos         | Votos Inválidos                | 1 633   | 1,84 / 100,00   |
| Total                   | Total                          | 88 822  | 100,00 / 100,00 |
| Eleitorado/Participação | Eleitorado/Participação        | 124 900 | 71,11 / 100,00  |

### Barreiro
| Partido                 | Partido                        | Votos  | %               |
| ----------------------- | ------------------------------ | ------ | --------------- |
|                         | Coligação Democrática Unitária | 21 183 | 41,74 / 100,00  |
|                         | Partido Socialista             | 9 097  | 17,93 / 100,00  |
|                         | Partido Social Democrata       | 9 072  | 17,88 / 100,00  |
|                         | Partido Renovador Democrático  | 4 253  | 8,38 / 100,00   |
|                         | Centro Democrático Social      | 3 112  | 6,13 / 100,00   |
|                         | Partido Popular Monárquico     | 1 148  | 2,26 / 100,00   |
|                         | União Democrática Popular      | 882    | 1,74 / 100,00   |
|                         | Outros (com menos de 1,00%)    | 1 041  | 2,05 / 100,00   |
| Votos Inválidos         | Votos Inválidos                | 956    | 1,88 / 100,00   |
| Total                   | Total                          | 50 744 | 100,00 / 100,00 |
| Eleitorado/Participação | Eleitorado/Participação        | 69 197 | 73,33 / 100,00  |

### Grândola
| Partido                 | Partido                           | Votos  | %               |
| ----------------------- | --------------------------------- | ------ | --------------- |
|                         | Coligação Democrática Unitária    | 4 468  | 43,90 / 100,00  |
|                         | Partido Social Democrata          | 2 221  | 21,82 / 100,00  |
|                         | Partido Socialista                | 1 506  | 14,80 / 100,00  |
|                         | Partido Renovador Democrático     | 685    | 6,73 / 100,00   |
|                         | Centro Democrático Social         | 437    | 4,29 / 100,00   |
|                         | União Democrática Popular         | 139    | 1,37 / 100,00   |
|                         | Partido Socialista Revolucionário | 111    | 1,09 / 100,00   |
|                         | Partido Popular Monárquico        | 102    | 1,00 / 100,00   |
|                         | Outros (com menos de 1,00%)       | 240    | 2,36 / 100,00   |
| Votos Inválidos         | Votos Inválidos                   | 269    | 2,64 / 100,00   |
| Total                   | Total                             | 10 178 | 100,00 / 100,00 |
| Eleitorado/Participação | Eleitorado/Participação           | 13 300 | 76,53 / 100,00  |

### Moita
| Partido                 | Partido                         | Votos  | %               |
| ----------------------- | ------------------------------- | ------ | --------------- |
|                         | Coligação Democrática Unitária  | 13 746 | 43,03 / 100,00  |
|                         | Partido Social Democrata        | 5 788  | 18,12 / 100,00  |
|                         | Partido Socialista              | 4 557  | 14,26 / 100,00  |
|                         | Partido Renovador Democrático   | 2 750  | 8,61 / 100,00   |
|                         | Centro Democrático Social       | 2 059  | 6,44 / 100,00   |
|                         | União Democrática Popular       | 1 011  | 3,16 / 100,00   |
|                         | Partido Popular Monárquico      | 439    | 1,37 / 100,00   |
|                         | Movimento Democrático Português | 332    | 1,04 / 100,00   |
|                         | Outros (com menos de 1,00%)     | 569    | 1,78 / 100,00   |
| Votos Inválidos         | Votos Inválidos                 | 697    | 2,18 / 100,00   |
| Total                   | Total                           | 31 948 | 100,00 / 100,00 |
| Eleitorado/Participação | Eleitorado/Participação         | 44 385 | 71,98 / 100,00  |

### Montijo
| Partido                 | Partido                        | Votos  | %               |
| ----------------------- | ------------------------------ | ------ | --------------- |
|                         | Partido Social Democrata       | 6 080  | 29,54 / 100,00  |
|                         | Coligação Democrática Unitária | 5 323  | 25,86 / 100,00  |
|                         | Partido Socialista             | 4 014  | 19,50 / 100,00  |
|                         | Centro Democrático Social      | 1 909  | 9,27 / 100,00   |
|                         | Partido Renovador Democrático  | 1 466  | 7,12 / 100,00   |
|                         | Partido Popular Monárquico     | 449    | 2,18 / 100,00   |
|                         | União Democrática Popular      | 315    | 1,53 / 100,00   |
|                         | Outros (com menos de 1,00%)    | 571    | 2,76 / 100,00   |
| Votos Inválidos         | Votos Inválidos                | 458    | 2,22 / 100,00   |
| Total                   | Total                          | 20 585 | 100,00 / 100,00 |
| Eleitorado/Participação | Eleitorado/Participação        | 30 445 | 67,61 / 100,00  |

### Palmela
| Partido                 | Partido                        | Votos  | %               |
| ----------------------- | ------------------------------ | ------ | --------------- |
|                         | Coligação Democrática Unitária | 6 265  | 28,57 / 100,00  |
|                         | Partido Social Democrata       | 6 009  | 27,40 / 100,00  |
|                         | Partido Socialista             | 4 125  | 18,81 / 100,00  |
|                         | Partido Renovador Democrático  | 1 865  | 8,50 / 100,00   |
|                         | Centro Democrático Social      | 1 624  | 7,40 / 100,00   |
|                         | Partido Popular Monárquico     | 381    | 1,74 / 100,00   |
|                         | União Democrática Popular      | 331    | 1,51 / 100,00   |
|                         | Outros (com menos de 1,00%)    | 716    | 3,26 / 100,00   |
| Votos Inválidos         | Votos Inválidos                | 616    | 2,81 / 100,00   |
| Total                   | Total                          | 21 932 | 100,00 / 100,00 |
| Eleitorado/Participação | Eleitorado/Participação        | 30 893 | 70,99 / 100,00  |

### Santiago do Cacém
| Partido                 | Partido                        | Votos  | %               |
| ----------------------- | ------------------------------ | ------ | --------------- |
|                         | Coligação Democrática Unitária | 6 787  | 35,90 / 100,00  |
|                         | Partido Social Democrata       | 4 073  | 21,54 / 100,00  |
|                         | Partido Socialista             | 3 307  | 17,49 / 100,00  |
|                         | Centro Democrático Social      | 1 879  | 9,94 / 100,00   |
|                         | Partido Renovador Democrático  | 1 122  | 5,93 / 100,00   |
|                         | Partido Popular Monárquico     | 383    | 2,03 / 100,00   |
|                         | União Democrática Popular      | 240    | 1,27 / 100,00   |
|                         | Outros (com menos de 1,00%)    | 575    | 3,04 / 100,00   |
| Votos Inválidos         | Votos Inválidos                | 539    | 2,85 / 100,00   |
| Total                   | Total                          | 18 905 | 100,00 / 100,00 |
| Eleitorado/Participação | Eleitorado/Participação        | 25 177 | 75,09 / 100,00  |

### Seixal
| Partido                 | Partido                        | Votos  | %               |
| ----------------------- | ------------------------------ | ------ | --------------- |
|                         | Coligação Democrática Unitária | 15 602 | 29,39 / 100,00  |
|                         | Partido Social Democrata       | 13 050 | 24,58 / 100,00  |
|                         | Partido Socialista             | 10 573 | 19,92 / 100,00  |
|                         | Centro Democrático Social      | 5 389  | 10,15 / 100,00  |
|                         | Partido Renovador Democrático  | 4 275  | 8,05 / 100,00   |
|                         | Partido Popular Monárquico     | 1 282  | 2,41 / 100,00   |
|                         | União Democrática Popular      | 677    | 1,28 / 100,00   |
|                         | Outros (com menos de 1,00%)    | 1 114  | 2,10 / 100,00   |
| Votos Inválidos         | Votos Inválidos                | 1 128  | 2,12 / 100,00   |
| Total                   | Total                          | 53 090 | 100,00 / 100,00 |
| Eleitorado/Participação | Eleitorado/Participação        | 71 700 | 74,04 / 100,00  |

### Sesimbra
| Partido                 | Partido                         | Votos  | %               |
| ----------------------- | ------------------------------- | ------ | --------------- |
|                         | Partido Social Democrata        | 3 848  | 26,12 / 100,00  |
|                         | Coligação Democrática Unitária  | 3 715  | 25,22 / 100,00  |
|                         | Partido Socialista              | 2 982  | 20,24 / 100,00  |
|                         | Centro Democrático Social       | 1 507  | 10,23 / 100,00  |
|                         | Partido Renovador Democrático   | 1 019  | 6,92 / 100,00   |
|                         | Partido Popular Monárquico      | 369    | 2,50 / 100,00   |
|                         | Movimento Democrático Português | 247    | 1,68 / 100,00   |
|                         | União Democrática Popular       | 181    | 1,23 / 100,00   |
|                         | Outros (com menos de 1,00%)     | 404    | 2,74 / 100,00   |
| Votos Inválidos         | Votos Inválidos                 | 460    | 3,12 / 100,00   |
| Total                   | Total                           | 14 732 | 100,00 / 100,00 |
| Eleitorado/Participação | Eleitorado/Participação         | 19 435 | 75,80 / 100,00  |

### Setúbal
| Partido                 | Partido                        | Votos  | %               |
| ----------------------- | ------------------------------ | ------ | --------------- |
|                         | Partido Social Democrata       | 16 524 | 27,39 / 100,00  |
|                         | Coligação Democrática Unitária | 14 742 | 24,44 / 100,00  |
|                         | Partido Socialista             | 11 471 | 19,02 / 100,00  |
|                         | Centro Democrático Social      | 6 528  | 10,28 / 100,00  |
|                         | Partido Renovador Democrático  | 5 241  | 8,69 / 100,00   |
|                         | Partido Popular Monárquico     | 1 976  | 3,28 / 100,00   |
|                         | União Democrática Popular      | 977    | 1,62 / 100,00   |
|                         | Outros (com menos de 1,00%)    | 1 578  | 2,61 / 100,00   |
| Votos Inválidos         | Votos Inválidos                | 1 281  | 2,12 / 100,00   |
| Total                   | Total                          | 60 318 | 100,00 / 100,00 |
| Eleitorado/Participação | Eleitorado/Participação        | 80 767 | 74,68 / 100,00  |

### Sines
| Partido                 | Partido                         | Votos | %               |
| ----------------------- | ------------------------------- | ----- | --------------- |
|                         | Coligação Democrática Unitária  | 2 499 | 37,60 / 100,00  |
|                         | Partido Social Democrata        | 1 399 | 21,05 / 100,00  |
|                         | Partido Socialista              | 1 087 | 16,36 / 100,00  |
|                         | Centro Democrático Social       | 525   | 7,90 / 100,00   |
|                         | Partido Renovador Democrático   | 452   | 6,80 / 100,00   |
|                         | Partido Popular Monárquico      | 152   | 2,29 / 100,00   |
|                         | União Democrática Popular       | 110   | 1,66 / 100,00   |
|                         | Movimento Democrático Português | 77    | 1,16 / 100,00   |
|                         | Outros (com menos de 1,00%)     | 124   | 1,87 / 100,00   |
| Votos Inválidos         | Votos Inválidos                 | 221   | 3,33 / 100,00   |
| Total                   | Total                           | 6 646 | 100,00 / 100,00 |
| Eleitorado/Participação | Eleitorado/Participação         | 9 411 | 70,62 / 100,00  |